# 楊蔭瀏

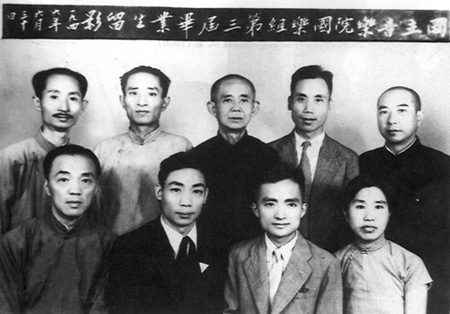
1949年国立音乐院国乐组第三届毕业生合影，后排左二即杨荫浏

楊蔭瀏（1899年11月10日—1984年2月25日），字亮卿，号二壮，又号清如，中國音樂史和音樂理論家，對國樂的保存和發展做出了很大的貢獻。本人擅彈琵琶及三絃等中國樂器。

## 生平
楊蔭瀏出生於光绪三十五年十月初八（1899年11月10日）江苏无锡留芳声巷， 與杨绛同族、更與杨荫榆同辈，母亲钱淑珍是钱基博的叔伯姊妹、哥哥杨荫溥後來成為了经济学家。 幼時在家和私塾中接受傳統教育，6岁開始向邻里学习江南絲竹。待到青少年时期，楊蔭瀏先后在无锡東林小学和师范接受教育。1911年师从吳畹卿在无锡的天韵社学习唱昆曲及琵琶、三絃，直到楊蔭瀏二十七歲左右吴畹卿去世為止，二人都保持著師生關係， 他實際上也是天韵社的最后一代传人。同时，楊蔭瀏在12歲時從美国女传教士郝路義（Louise Strong Hammand）学习钢琴及西方音乐理论，二人關係十分密切，楊蔭瀏自述曾叫郝路義乾媽。1920年加入中華聖公會成為基督教徒。 1921年自无锡第三师范学校畢業。
1923年至1925年進入上海的圣约翰大学经济系与光华大学（今华东师范大学）學習，但在1926年辍学，輾轉在无锡、宜兴擔任中學教師，1928年還在宜興中學教書的楊蔭瀏被任命為“中华圣公会统一赞美诗委员会”成員，參加聖公會的讚美詩编辑工作，同年秋辭去宜興中學職務開始專門編寫讚美詩。1931年編成《颂主诗集》，在教會內部刊印。不久中华基督教会聯合中華“六公会”组成“联合圣歌委员会”，楊蔭瀏亦是32名委員會成員之一。 1936年至1937年任北平哈佛燕京学社音乐研究员、1940年代擔任国立音乐院国乐系与金陵女子大学音乐系教授，亦曾在擔任礼乐馆编纂、乐典组主任等职。1945年抗戰結束後隨國立音樂院前往南京，此時接到哈佛大學去教授中國音樂史的邀請，但認為“脱离了中国音乐的实际环境就无法研究中国音乐的历史和现状”而拒絕。1949年中华人民共和国成立後，杨荫浏進入中央音乐学院擔任教授，後來歷任音乐研究所副所长、所长，與吕骥、李元庆並稱音樂研究所的“三驾马车”。此外也擔任過中国音乐家协会常务理事。1950年暑假和表妹曹安和一起到無錫給阿炳錄下了名曲《二泉映月》。 文化大革命爆發後被下放到幹校。 1980年左右任中国艺术研究院顾问。1984年2月25日在北京病逝。

## 貢獻
杨荫浏專攻中国音乐史、乐律学与民族音乐研究，做過大量的中國民乐搜集、整理以及研究工作，常說：「中國古代音樂史不能成為『啞巴』音樂史」。同時他也試圖融合中西音乐理論并解决民族音乐古今脱节的现象。在1949年之前，楊蔭瀏就整理了很多民族音乐书谱，包括《雅音集》、《笛谱》、《箫谱》和《文板十二曲线谱》等，其重要著作《国乐概论》与《中国音乐史纲》也是在這一時期完成的。此外，楊蔭瀏曾師從心理学家刘廷芳、物理学家丁燮林研究声学，為民族乐器与乐律研究開創了新的研究領域。
中華人民共和國建立之後完成的主要作品為1982年著成的《中国古代音乐史稿》，此外還進行過姜白石词谱译解、古乐器考古与测音研究工作等。晚年总结平生所学得出《管律辨讹》、《三律考》。 中國音樂史在他一代幾於大成，楊蔭瀏自己曾說：“我希望以后的年轻人，不要再去编中国音乐史，你们不可能达到一个我这样的程度，你们应该去搞断代史和专题。”此外，他對中國大陸官方批判鄧麗君之舉持負面態度，並說道“邓丽君才不是资产阶级呢！交响乐、歌剧才是资产阶级的东西，资产阶级瞧不起邓丽君这样的东西，我们怎么能跟着资产阶级说呢？”“资产阶级是要听交响乐的，听邓丽君歌曲的都是劳动人民”。

## 著作
- 《雅音集》（第一和第二集，1923-1929）
- 《颂主诗集》（1931）
- 《國樂概論》（1943）
- 《中國音樂史綱》（1943）
- 《中国音乐史新旧音阶的相互影响》（1945）
- 《白石道人歌曲研究》 （与阴法鲁合著，1957）
- 《如何对待五声音阶与七声音阶同时存在的历史情况》（1959）
- 《语言音乐学初探》（1963）
- 《律学的目的性与倾向性》 （1965）
- 《中国古代音乐史稿》（1982）

## 外部連結
- 黃春興，論楊蔭瀏釋「散樂」界定說 （页面存档备份，存于）
- 楊蔭瀏誕辰120週年紀念展 （页面存档备份，存于），中國藝術研究院藝術與文獻館